# (130) Электра
(130) Электра (лат. Elektra) — астероид главного пояса, который принадлежит к довольно редкому спектральному классу G с очень маленьким альбедо. В этот же спектральный класс входит и крупнейший объект пояса астероидов карликовая планета (1) Церера, что позволяет утверждать о сходстве химического состава поверхности этих двух тел. Спектральные характеристики показали возможность наличия простейших органических соединений в составе грунта.

Орбита астероида Электра и его положение в Солнечной системе
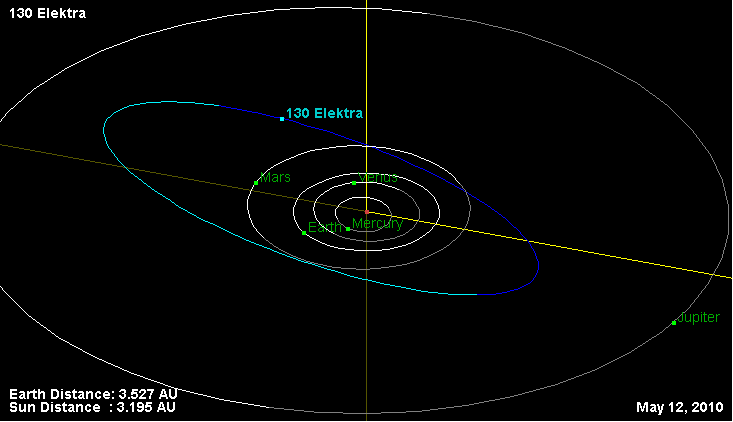
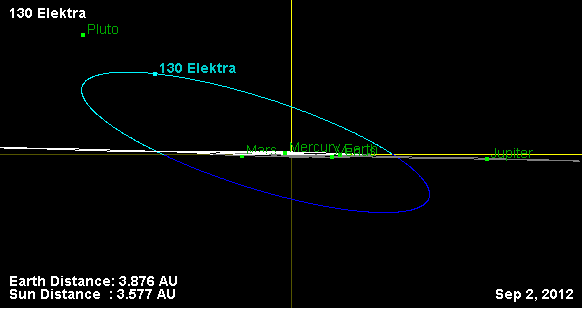

Астероид Электра был открыт 17 февраля 1873 года германо-американским астрономом К. Г. Ф. Петерсом в Клинтоне, США и назван в честь Электры, излюбленной героини греческих трагедий.

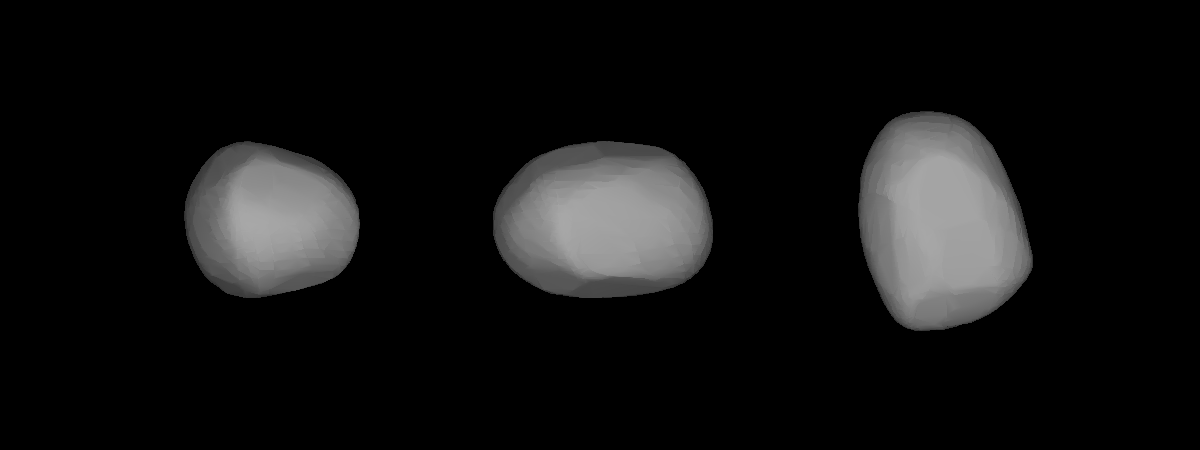
Трёхмерная модель астероида (130) Электра

В конце 1990-х сетью астрономов по всему миру были сняты кривые блеска десяти новых астероидов, в том числе Электры, которые затем использовались для определения формы этих объектов. В частности удалось установить, что Электра обладает неправильной формой, из-за которой в процессе вращения вокруг своей оси её блеск меняется на 5—15 %.

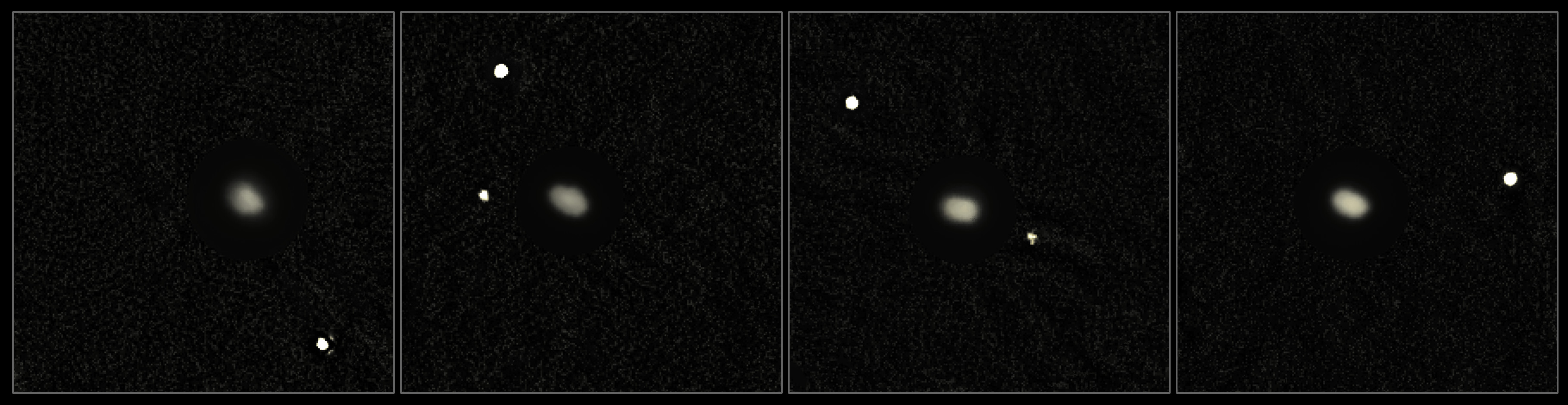
Спутник S/2014 (130) 1

В результате дальнейших оптических наблюдений у этого астероида были обнаружены три спутника, получивших временные обозначения S/2003 (130) 1, S/2014 (130) 1 и S/2014 (130) 2. Зная параметры их орбиты, можно определить массу и плотность самой Электры. По последним данным, масса составляет 6,6⋅1018 кг, а плотность — 1,3 ± 0,3 г/см³. Кроме того, температура поверхности этого астероида может сильно меняться, примерно от 63 K (−210 °C) до 251 K (−22 °C).